# Bödefeld-Land

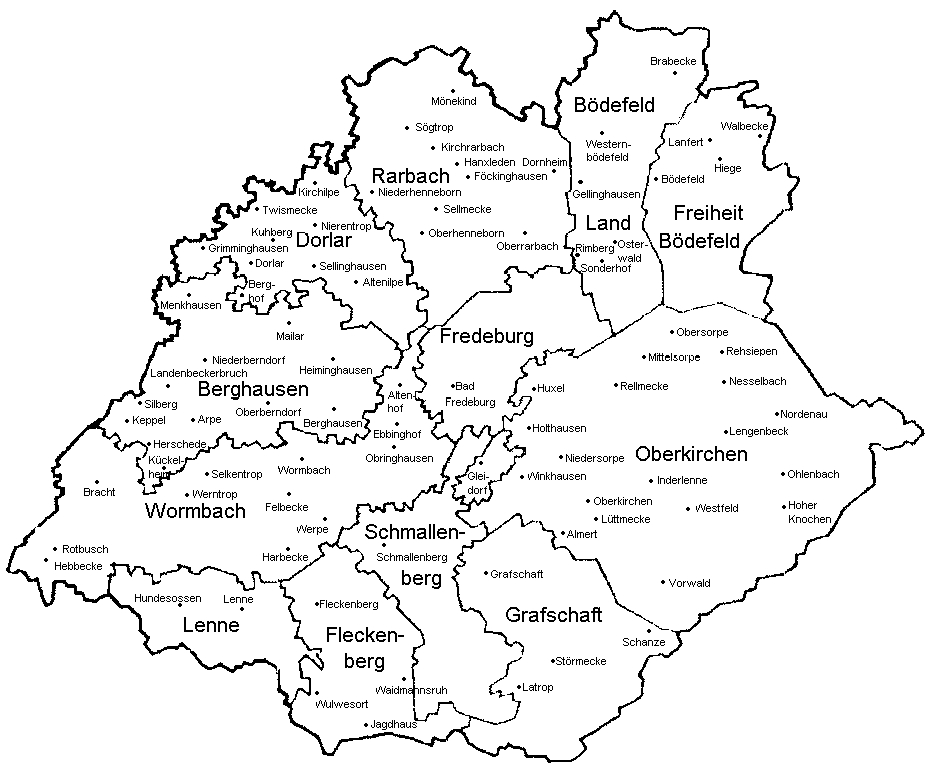
Lage der Gemeinde Bödefeld-Land (ohne Altenfeld und Valme) in der neuen Stadt Schmallenberg

Die ehemalige Gemeinde Bödefeld-Land wurde 1844 im Kreis Meschede in der preußischen Provinz Westfalen gegründet. Sie bestand aus den Orten Brabecke, Altenfeld, Gellinghausen, Westernbödefeld, Osterwald und Valme sowie den Weilern Rimberg und Sonderhof. Der Ortsteil Altenfeld war vom Kernbereich der Gemeinde Bödefeld-Land durch das dazwischen liegende Gebiet der Gemeinde Bödefeld-Freiheit getrennt. Die kommunale Neugliederung in Nordrhein-Westfalen im Jahre 1975 führte zur Auflösung der Gemeinde.

## Geschichte
Die Preußische Landgemeindeordnung vom 31. Oktober 1841 sah die Bildung von Gemeinden mit Körperschaftsrechten und mit einer gewählten Gemeindevertretung vor. Zuvor waren die angrenzenden Ortschaften um Bödefeld einem Schultheiß unterstellt worden. Diese hatten im  Rahmen des kommunalen Kirchspielverbandes auch größere gemeinsame Aufgaben erhalten. 
Zunächst bestand nach dem Erlass der Landgemeindeordnung die Absicht, aus der Freiheit Bödefeld und den sechs anderen Ortschaften des Kirchspiels Bödefeld eine Gemeinde zu bilden. Gegen dieses Vorhaben gab es von Seiten Bödefelds Einwände. Dies führte dazu, dass am 17. Dezember 1843 der Oberpräsidenten der Provinz Westfalen Ludwig von Vincke den Antrag auf eine eigene Gemeinde Bödefeld bewilligte.
Die Regierung in Arnsberg gab danach im Amtsblatt am 3. Juni 1844 bekannt, dass mit Bezug auf den § 15 der Landgemeindeordnung das Kirchspiel Bödefeld in die beiden Gemeinden Bödefeld-Land und Freiheit Bödefeld getrennt wurde.
In der neuen Gemeinde wohnten vor der Gründung rund 830 Einwohner. Das Vermögen der einzelnen Orte wurde in der Gesamtvertretung der Gemeinde verwaltet.
Mit der kommunalen Neugliederung in Nordrhein-Westfalen am 1. Januar 1975 wurde ein Großteil der Gemeinde Bödefeld-Land mit Ausnahme der Orte Altenfeld und Valme der Stadt Schmallenberg zugeordnet. Altenfeld gehört seit diesem Datum zur Stadt Winterberg und Unter- und Obervalme zur Gemeinde Bestwig.